# Gråryggig skräddarfågel
Gråryggig skräddarfågel (Orthotomus derbianus) är en fågel i familjen cistikolor inom ordningen tättingar.

## Utseende och läte
Gråryggig skräddarfågel är en liten tätting med lång näbb och lång stjärty som ofta hålls rest. Den har olivgröna vingar och grått på rygg och övergump. Undertill är den ljus på buken och streckat grå på bröst och strupe. Stjärt och hjässa är roströda. Benen är orangefärgade. Bland lätena hörs en explosiv ton följd av en skallrande drill: "plik! Brrrrrrrrrr!".

## Utbredning och systematik
Gråryggig skräddarfågel förekommer i norra Filippinerna och delas in i två underarter med följande utbredning:
- Orthotomus derbianus derbianus – Luzon med enstaka fynd från Palawan
- Orthotomus derbianus nilesi – Catanduanes

### Familjetillhörighet
Cistikolorna behandlades tidigare som en del av den stora familjen sångare (Sylviidae). Genetiska studier har dock visat att sångarna inte är varandras närmaste släktingar. Istället är de en del av en klad som även omfattar timalior, lärkor, bulbyler, stjärtmesar och svalor. Idag delas därför Sylviidae upp i ett antal familjer, däribland Cisticolidae.

## Levnadssätt
Arten hittas i tät och snårig undervegetation i låglänta skogar.

## Status och hot
Arten har ett stort utbredningsområde, men tros minska i antal, dock inte tillräckligt kraftigt för att den ska betraktas som hotad. Internationella naturvårdsunionen IUCN listar arten som livskraftig (LC).